# Sinularia barcaformis
Sinularia barcaformis is een zachte koraalsoort uit de familie Alcyoniidae. De koraalsoort komt uit het geslacht Sinularia. Sinularia barcaformis werd in 1983 voor het eerst wetenschappelijk beschreven door Verseveldt & Benayahu. 